# Juan Pablo Raba
Juan Pablo Raba (ur. 14 stycznia 1977 roku w Bogocie) – kolumbijsko-argentyński aktor telewizyjny znany z telenoweli Pustynna miłość i Moja piękna grubaska.
Urodzony w Kolumbii, ale po rozwodzie rodziców wychowywany przez jego ojca Argentyńczyka w Hiszpanii. Po maturze wyjechał do Argentyny. Później powrócił do Kolumbii, gdzie pracował jako model. Studiował aktorstwo w Bogocie z Edgardo Románem i następnie kontynuował naukę w Lee Starsberg Instytut w Nowym Jorku. Jego pierwszym występem była rola w sztuce Kronika zapowiedzianej śmierci (Cronica de una muerte anunciada, 2000) w reżyserii Jorge'a Ali Triany.
W 2002 roku w Kolumbii spotkał dziennikarkę Paulę Quinteros, którą poślubił 6 grudnia 2003 roku w ceremonii celtyckiej w Los Roques, w Wenezueli. Małżeństwo zakończyło się rozwodem. W 2011 roku poślubił Mónicę Fonsecę. Mają syna Joaquína (ur. w 2012 roku).

## Filmografia

### telenowele
- 2013:Te tengó Maestro jako Giovani Baptiste( prywatna rola u Samanthy Isabel)-teatr
- 2011: A corazón abierto jako Martín Moreno (gościnnie)
- 2011: Flor Salvaje jako Emiliano Monteverde
- 2010: Królowa Południa (La reina del Sur) jako Jaime (gościnnie)
- 2010: Pustynna miłość (El Clon) jako Said Hashim
- 2010 : Świat Cristiny O (Los caballeros las prefieren brutas) jako Alejandro
- 2008: El último matrimonio feliz jako Alejandro
- 2007: Sobregiro de amor jako Martín Monsalve
- 2006: Y los declaro marido y mujer jako Juan Andrés Gutiérrez
- 2005: Por amor a Gloria jako Esteban Marín
- 2004: Estrambótica Anastasia jako Aureliano Paz
- 2002: Moja piękna grubaska (Mi gorda bella) jako Orestes Villanueva Mercouri / Lirio de Plata
- 2001: La niña de mis ojos jako Alejandro Rondón
- 2001: Viva la Pepa jako Luis Ángel Perdomo
- 2000: Królowa królowych (La reina de Queens) jako Andres Velásquez
- 1999: Mąż i żona (Marido y mujer) jako Isidrio
- 1998: Miłość w formie (Amor en forma) jako Eduardo